# Халмурзаєв Хасан Магометович
Хасан Магометович Халмурзаєв (рос. Халмурзаев Хасан Магометович; нар. 9 жовтня 1993, Назрань, Інгушетія, Росія) — російський дзюдоїст, олімпійський чемпіон 2016 року, чемпіон Європи, чемпіон Універсіади.

## Виступи на Олімпіадах
| Олімпіада | Дисципліна | Місце |
| --------- | ---------- | ----- |
| Ріо 2016  | До 81 кг   | 1     |